# Honti Nándor

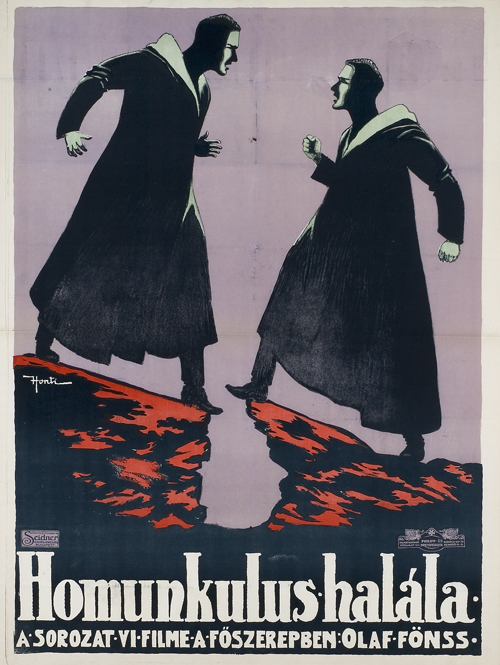
Honti Nándor egyik filmplakátja 1917-ből

Honti Nándor, született Hermann Nándor (Budapest, 1878. április 25. – New York, 1961. szeptember 20. előtt ) magyar festő és grafikus. Honti Rezső irodalomtörténész testvére.

## Életpályája
Hermann Adolf paksi születésű építési vállalkozó és Fuchs Leonóra fia. Művészeti tanulmányait 1896-ban kezdte meg Münchenben Hollósy Simonnál, akit Nagybányára is követett.
Három éven át Párizsban tanult a Julian Akadémián, William-Adolphe Bouguereau, Benjamin-Constant, Tony Robert-Fleury és Eugène Carrière irányítása alatt.  Párizsi tanulmányai után 1902-ben New Yorkba költözött, ahol 1907-ig számos arcképet festett, plakátot és illusztrációt rajzolt. Hazatérve folytatta rajzoló munkásságát az Ujság című napilap képes mellékletén. 1910-ben a Művészházban állították ki a műveit. 1913-ban első díjat nyert a magyar bírák talárjának tervére hirdetett pályázaton. Az első világháború után kivándorolt az Amerikai Egyesült Államokba. New Yorkban telepedett le, ahol a Hearst-lapvállalat képes folyóiratainál volt illusztrátor.

## Művei (válogatás)
- A fogorvos (1907)[9]